# Politický systém Abcházie
Politický systém Abcházie je dlouhodobě ovlivněn gruzínsko-abchazským konfliktem. Abcházie je totiž částečně mezinárodně uznaná republika, která se po válce v letech 1992 až 1993 odtrhla od Gruzie, jejíž byla za éry Sovětského svazu autonomní součástí. Za de iure součást Gruzie ji nadále považuje většina států světa, a proto není většinou světa uznáván ani tamní politický systém ani tamní političtí představitelé. Gruzínská vláda v Tbilisi udržuje v činnosti exilovou vládu Autonomní republiky Abcházie, kterou jedinou uznává jako oprávněného správce Abcházie, avšak ta nemá nad Abcházií žádnou reálnou moc.

## Politický systém částečně mezinárodně uznané Abcházie
Abcházie je prezidentská, zastupitelská, demokratická republika, kde o moc ve státě soupeří v politickém boji vícero politických stran a hnutí. Dle její Ústavy je Abcházie svrchovaný, demokratický, právní stát, vytvořený na základě práva na sebeurčení.

### Výkonná moc
Prezident Abcházie plní funkci hlavy státu a hlavy vlády, tudíž třímá výkonnou moc. O výkonnou moc se dělí se svým viceprezidentem a má ji i vláda, kterou prezident sestavuje, jmenuje a odvolává.
| Hlavní představitelé výkonné moci | Hlavní představitelé výkonné moci | Hlavní představitelé výkonné moci | Hlavní představitelé výkonné moci |
| --------------------------------- | --------------------------------- | --------------------------------- | --------------------------------- |
| Prezident                         | Aslan Bžanija                     | Nezávislý                         | ve funkci od 23. dubna 2020       |
| Viceprezident                     | Badra Gunba                       | Nezávislý                         | ve funkci od 23. dubna 2020       |
| Premiér                           | Aleksandr Ankvab                  | Aitaira                           | ve funkci od 24. dubna 2020       |
| Vláda Aslana Bžaniji              |                                   |                                   |                                   |

### Zákonodárná moc
Zákonodárnou moc drží jednokomorový parlament neboli Abchazské lidové shromáždění, které má 35 poslanců, volených na pětileté funkční období ve všeobecných tajných volbách. Každý poslanec reprezentuje svůj volební obvod, kterých je celkem stejný počet jako poslanců v Abchazském lidovém shromáždění.

### Soudní moc
Soudní moc je tvořena soudním systémem Abcházie, který se skládá z Ústavního soudu, z Nejvyššího soudu, z okresních soudů, a z rozhodčího soudu. Soudům dle jejich příslušnosti náleží rozhodovat ve věcech ústavních, občanskoprávních, trestních a správních.

### Volební systém
Poslední konané volby:
- Prezidentské volby v Abcházii 2020
- Volby do Abchazského lidového shromáždění 2017
- Komunální volby v Abcházii 2021

## Politický systém exilové Autonomní republiky Abcházie
De iure vláda Abcházie se nachází v exilu v Tbilisi od té doby, kdy opustila následkem války v Abcházii abchazskou půdu, když byla dne 27. září 1993 v Suchumi poražena gruzínská vojska abchazskými separatisty, které vojensky podporovalo uskupení Konfederace horských národů Kavkazu a neoficiálně i Rusko. To bylo doprovázeno etnickými čistkami a vyvražďováním, jejichž oběťmi byli i někteří členové Gruzii loajální vlády autonomní republiky. Dne 27. července 2006 se vláda Autonomní republiky Abcházie přestěhovala do oblasti Horní Abcházie, což bylo jediné místo Abcházie, které měla Gruzie pod svou kontrolou. Avšak následkem války v Jižní Osetii v roce 2008 zde setrvala pouhé dva roky a byla nucena vrátit se do exilu do Tbilisi. Na dění v Abcházii nemá tato vláda žádný vliv a stará se hlavně o vnitřně vysídlené osoby gruzínské národnosti.
V exilové vládě Autonomní republiky Abcházie je moc rozdělena pouze na výkonnou a zákonodárnou. Zákonodárnou moc má tzv. Nejvyšší rada Autonomní republiky Abcházie, výkonnou moc má vláda. V současnosti exilovou vládu vede Ruslan Abašidze.